# Richard sur Terre
Richard sur Terre est une chaîne YouTube francophone consacrée à la chasse et à la ruralité.

## Historique
La chaîne a été créée en février 2020 par un chasseur et vidéaste web français connu sous le nom de Richard,. Le vidéaste réside dans Les Landes, mais il ne souhaite pas dévoiler son identité ni le lieu exact où il vit afin de se préserver des menaces de certains militants « anti-chasse ». Il déclare dans une interview que la chasse vient de sa famille.
Début 2020, il quitte son emploi et publie sa première vidéo en mars 2020 pour exposer son avis sur les idées reçues sur la chasse aux sangliers et les causes de la surpopulation. En un mois, les premières vidéos diffusées sont un succès, et comptent plusieurs dizaines de milliers de vues,,.
En mai 2021, un an après son lancement, la chaîne réunit près de 30 000 abonnés et cumule plus de 2 millions de vues,. Avec des vidéos argumentées et fortement documentées, il répond aux principales accusations des opposants à la chasse et dénonce ce qu’il présente comme des mensonges et manipulations de ces derniers,,.
En 2021, la chaîne de télévision Seasons du groupe Canal+ produit un documentaire dédié au vidéaste web. Réalisé par Patrick Glotin, le documentaire de 56 minutes est intitulé « Richard sur Terre » ; il brosse le portrait du vidéaste web et présente sa méthode de travail et ses inspirations pour réaliser ses vidéos.
En mars 2022, Richard sur Terre devient rédacteur en chef d’un nouveau média cynégétique pure player nommé Chasse éternelle, lancé en partenariat avec le groupe Versicolor.
En décembre 2022, la chaîne dépasse les 60 000 abonnés et les vidéos publiées totalisent plus de 7 millions de vues.
En mars 2025, Richard sur Terre participe à une émission de téléréalité sur la chaîne de télévision suisse RTS 1, faisant cohabiter des militants antispécistes avec un boucher, un chasseur, un éleveur et un député réputé pour sa défense de la paysannerie. La production de l’émission est allée chercher le chasseur français, car tous les chasseurs suisses avaient refusé d’y participer.

## Ligne éditoriale
La chaîne vulgarise et décrypte l’actualité liée à la chasse sur un ton humoristique et critique. 
Si l’objectif assumé est la défense de la chasse face aux attaques des antispécistes et des animalistes, Richard n’en est pas moins critique sur certaines pratiques de la chasse qui doivent évoluer selon lui.
Il dément des propos tenus par des personnalités telles que l’animateur Nagui, Hugo Clément, Rémi Gaillard, Pierre Rigaux ou encore des propos et publications publiées par des associations anti-chasse telles que One Voice, L214 et l’ASPAS.